# Planet Zoo
Planet Zoo je budovatelsko-manažerská videohra vyvinutá a publikována společností Frontier Developments pro Microsoft Windows. Hratelností je podobná hře Planet Coaster, od stejného vývojářského studia. Je duchovním nástupcem hry Zoo Tycoon. Hra byla vydána 5. listopadu 2019.

## Hratelnost
Hráči si staví svou vlastní zoo, do které postupně umístí zvířata, zaměstnance a stánky. V základní hře je k dispozici 76 druhů zvířat, dalších 104 je obsaženo v rámci DLC a 3 ve speciální edici. Zvířata se chovají podobně jako jejich protějšky v reálném životě, například pandy červené skáčou po stromech nebo vlci se shlukují ve smečkách. Každé zvíře má své vlastní geny, na kterém závisí délka života, velikost, zdraví i plodnost. Aby byla zvířata spokojená, je potřeba jim přizpůsobit výběh.

## Seznam zvířat
Základní hra obsahuje 77 druhů zvířat uvedená v seznamu níže. Pořadí je abecedně. Při vydání hry bylo původně jen 73 zvířat ve hře, zbylá 4 zvířata byla přidána v rámci výročí od vydání hry jako součást aktualizace. 
- Anakonda žlutá
- Antilopa skákavá
- Antilopa vraná
- Bizon prérijní
- Bongo
- Buvol kaferský
- Gaviál
- Gepard
- Goliáš obrovský
- Gorila nížinná
- Hrabáč
- Hroch obojživelný
- Hroznýš královský
- Hyena skvrnitá
- Chřestýš západní
- Irbis (Levhart sněžný)
- Jelen evropský - součást aktualizace 1.11.2
- Korovec jedovatý
- Krokodýl mořský
- Leguán jedlý
- Leguán zelený
- Lemur kata
- Lev berberský
- Levhart africký - součást aktualizace 1.18.0
- Luskoun krátkoocasý
- Makak červenolící
- Mandril
- Medvěd grizzly
- Medvěd plavý
- Medvěd ušatý tchajwanský
- Nosorožec indický
- Nyala
- Oblovka obrovská
- Okapi
- Orangutan bornejský
- Pakobra východní
- Pakůň běloocasý
- Palovčík brazilský
- Panda červená
- Panda velká
- Páv korunkatý
- Pekari páskovaný - součást aktualizace 1.15.2
- Pes hyenovitý
- Plameňák růžový
- Pralesnička Lehmannova
- Pralesnička strašná
- Prase savanové
- Přímorožec (Oryx jihoafrický)
- Pštros dvouprstý
- Sklípkan největší
- Sklípkan parahybský
- Sklípkan Smithův
- Slon africký
- Slon indický
- Smrtonoš zmijí
- Stonoha obrovská
- Šimpanz bonobo
- Šimpanz hornoguinejský
- Štír arizonský
- Šváb Macropanesthia rhinoceros
- Tapír středoamerický
- Titán obrovský
- Tygr indický
- Tygr ussurijský
- Varan nilský
- Vari černobílý - součást aktualizace 1.7.2
- Vari červený
- Velbloud dvouhrbý
- Veleskokan goliáší
- Veleštír mohutný
- Vidloroh americký
- Vlk obecný
- Zebra stepní
- Zmije útočná
- Želva obrovská
- Želva sloní
- Žirafa síťovaná

## Vývoj a vydání
Od dubna 2017 se šířily domněnky o nové hře společnosti Frontier Developments poté, co si studio zaregistrovalo ochrannou známku hry Planet Safari. Oficiálně byla hra oznámena dne 24. dubna 2019 a její vydání bylo dne 5. listopadu 2019. Kromě předobjednání hry měli hráči možnost si předobjednat speciální edici, která zahrnovala bonusová zvířata (varan komodský, gazela Thomsonova a hrošík liberijský), předměty a poskytla přístup do hry několik týdnů před vydáním.
Po vydání hry bylo vydáno dvacet DLC balíčků – Arktický balíček (Arctic Pack), Jihoamerický balíček (South America Pack), Australský balíček (Australia Pack), Vodní balíček (Aquatic Pack), Balíček Jihovýchodní Asie (Southeast Asia Animal Pack), Africký balíček (Africa Pack), Severoamerický balíček (North America Animal Pack), Evropský balíček (Europe Pack), Balíček mokřadů (Wetlands Animal Pack), Balíček ochrany (Conservation Pack), Balíček šera (Twilight Pack), Balíček travin (Grasslands Animal Pack), Tropický balíček (Tropical Pack), Vyprahlý balíček (Arid Animal Pack), Oceánský balíček (Oceania Pack), Eurasijský balíček (Eurasia Animal Pack), Venkovní zvířecí balíček (Barnyard Animal Pack), Ošetřovatelský balíček (Zookeepers Animal Pack), Americký zvířecí balíček (Americas Animal Pack) a Asijský zvířecí balíček (Asia Animal Pack), které přinesly nová zvířata, terén či budovy přizpůsobené regionům.
| Název                     | Datum vydání      | Popis |
| ------------------------- | ----------------- | --- |
| Arktický balíček          | 17. prosince 2019 | Arktický balíček přidává nová zvířata žijící v Arktidě (lední medvěd, vlk polární, ovce aljašská a sob), tematické obchody, dekorace a jiné objekty. |
| Jihoamerický balíček      | 7. dubna 2020     | Jihoamerický balíček přidává nová zvířata žijící v pralesích Jižní Ameriky (jaguár, malpa kapucínská, lama, mravenečník velký a listovnice červenooká), scenérie a budovy. |
| Australský balíček        | 25. srpna 2020    | Australský balíček přidává nová zvířata žijící v Austrálii (koala, dingo, klokan rudý, kasuár přilbový a tilikva australská), scenérie a budovy. |
| Vodní balíček             | 8. prosince 2020  | Vodní balíček přidává nová vodní zvířata (tučňák patagonský, vydra obrovská, tuleň kuželozubý, kajmánek trpasličí a želva diamantová), novou tematickou výzvu (Oregon, USA) a nové objekty a dekorace. |
| Balíček Jihovýchodní Asie | 30. března 2021   | Jihovýchodní asijský balíček přidává nová zvířata žijící v jihovýchodní Asii (medvěd malajský, levhart obláčkový, kahau nosatý, tapír čabrakový, babirusa, dhoul, binturong a lupenitka), scenérie a budovy. |
| Africký balíček           | 22. června 2021   | Africký balíček přidává nová zvířata žijící v Africe (surikata, fenek, tučňák brýlový, nosorožec tuponosý a vruboun posvátný), scenérie a budovy. |
| Severoamerický balíček    | 4. října 2021     | Severoamerický balíček přidává nová zvířata žijící v Severní Americe (puma americká, los, lachtan kalifornský, aligátor severoamerický, bobr kanadský, psoun prériový, liška polární a skokan volský), scenérie a budovy. |
| Evropský balíček          | 15. prosince 2021 | Evropský balíček přidává nová zvířata žijící v Evropě (rys ostrovid, daněk skvrnitý, jezevec lesní, kozorožec horský a mlok skvrnitý), scenérie a budovy. |
| Balíček mokřadů           | 12. dubna 2022    | Mokřadní balíček přidává nová zvířata žijící v mokřadech (kapybara, ptakopysk, vydra malá, kajman brýlový, jeřáb mandžuský, voduška abok, buvol indický a čolek dunajský) |
| Balíček ochrany           | 21. června 2022   | Balíček ochrany přidává ohrožená a chráněná zvířata (kůň Převalského, levhart mandžuský, siamang, přímorožec šavlorohý a axolotl mexický), scenérie a budovy. |
| Balíček šera              | 18. října 2022    | Balíček šera je zaměřený na téma Halloween a přidává noční zvířata (kaloň egyptský, mýval severní, skunk pruhovaný, liška obecná a vombat obecný), scenérie a budovy. |
| Balíček travin            | 13. prosince 2022 | Balíček travin přidává zvířata žijící v travinách (pásovec devítipásý, pes hřivnatý, Emu, Karakal, Klokan rudokrký, Hyena žíhaná a Pakůň žíhaný) a 5 druhů motýlů do expozice (Cloudless sulphur, Babočka paví oko, Morpho modrý, Monarcha stěhovavý a Otakárek fenyklový), scenérie a další doplňky. |
| Tropický balíček          | 4. dubna 2023     | Tropický balíček přidává zvířata žijící v tropech (fosa, gibon lar, štětkoun africký, varan skvrnitý a do průchozí expozice lenochod hnědokrký), scenérie a nové stavební prvky. |
| Vyprahlý balíček          | 20. června 2023   | Vyprahlý balíček přidává zvířata žijící na vyprahlých suchých místech např. pouště (velbloud jednohrbý, adax, gazela dama, dikobraz obecný, kočka pouštní, nosorožec dvourohý,osel somálský a zmije rohatá). Moc stavebních prvků nenabízí, neboť se jedná o zvířecí balíček. |
| Oceánský balíček          | 19. září 2023     | Oceánský balíček přidává 5 dalších zvířat žijící v oblasti zvané Oceánie (kivi hnědý, ďábel medvědovitý, tučňák nejmenší, klokan quokka a kaloň zlatotýlý), k tomu více než 200 zbrusu nových kusů vybavení inspirovaných polynéskými tradicemi, dále přírodní stavební materiály, jako jsou sušené listy, dřevo, vlákna a tkaniny, doplněné o vzorované vyřezávané dřevěné dekorace a pestré květinové ozdoby. |
| Eurasijský balíček        | 13. prosince 2023 | Eurasijský balíček se zaměřuje na největší kontinent na světě - Eurasii, a přidává 8 zvířat (zubr evropský, prase divoké, rosomák, labuť velká, medvěd pyskatý, takin, sajga tatarská, a do expozice želva zelenavá). |
| Venkovní balíček          | 30. dubna 2024    | Venkovní balíček přidává 7 domácích zvířat a různá obohacení s farmářskou tematikou (kur domácí - sasexka, Tamworthské prase, alpaka, Skotský náhorní skot (Highland), ovce plemene Hill Randor, koza domácí,a Osel domácí). |
| Ošetřovatelský balíček    | 15. října 2024    | Tento balíček přidává více než 95 kousků scenérie, nový scénář, a k tomu 7 velmi žádaných druhů zvířat (Manul, Medvěd brýlatý, Pavián pláštíkový, Koza šrouborohá, Sifaka Coquerelův, Dikdik Kirkův a Želva ostruhatá). |
| Americký zvířecí balíček  | 15. dubna 2025    | Balíček je zaměřen na celou Ameriku a její oblasti (Severní Amerika, Střední Amerika a Jižní Amerika). Balíček obsahuje více než 80 kousků scenérií a 7 zvířat (Kojot prérijní, Nandu pampový, Chvostan bělolící, Plameňák karibský, Pes pralesní, Ovce tlustorohá a Ocelot velký). |
| Asijský zvířecí balíček   | 25. června 2025   | Balíček je zaměřen na celou Asii. Balíček obsahuje více než 100 kousků scenérií, k tomu nový scénář a 7 zvířat (Medojed kapský, Psík mývalovitý, Jelen milu, Makak lví, Slon bornejský, Antilopa jelení a Nilgau). |